# بوبي بلاي تايم
بوبي بلاي تايم (بالإنجليزية: Poppy Playtime) هي لعبة فيديو ألغاز ورعب البقاء طورتها ونشرتها إم أو بي إنترتاينمنت ( إم أو بي غيمز سابقا ) في 12 أكتوبر 2021 لمايكروسوفت ويندوز، صدر فصل ثاني في 5 مايو 2022 وأيضا صدر فصل ثالث في 31 يناير 2024 بعد ما حصلت اللعبة على شهرة كبيرة منذ إصدارها. تدور قصة اللعبة حول مصنع ألعاب مهجور منذ سنين بعدما كان مشهورًا في الثلاثينيات 1930 بصنعه لدمية هاغي واغي المشهورة التي تسكنها روح شريرة تنسب لمبتكرها والذي قتلت كل من كان في المصنع ويجب على اللاعب دخول المصنع وتجاوز العديد من العقبات وحل الألغاز والهرب من هاغي واغي في حال مواجهته كل ذلك من أجل التأكد إذا كان عاملي المصنع ما زالوا على قيد الحياة أم لا.

## اللعب
هذهِ اللعبة هي لعبة رعب البقاء على قيد الحياة من منظور الشخص الأول حيث يلعب اللاعب كموظف سابق في شركة تُسمى بلاي تايم (بالإنجليزية: Play time) حيث يعود إلى مصنع ألعاب مهجور للشركة المذكورة بعد تلقي رسالة من الموظفين الذين يُعتقد أنهم اختفوا قبل 10 سنوات. يكتشف اللاعب أن المصنع مليء بألعاب وتحديدًا دُمى حية تتصرف بخُبث تجاههم، ويبدأ في البحث عن طريقة للهروب من المبنى. يمكن العثور على أشرطة VHS المختلفة في جميع أنحاء المصنع، كل واحدة تعطي شرحًا أكثر عمقًا للقصة.
تستخدم اللعبة ألغازًا متعددة في كل مكان، والتي يجب على اللاعب حلها من أجل تحقيق المزيد من التقدم، حيث تحتاج بعض هذه الألغاز إلى أداة تسمى GrabPack، وهي حقيبة ظهر يمكن أن تكون مزودة بيدين قابلين للتمديد يمكن استخدامهما لسحب الأشياء والوصول إليها من مسافة بعيدة وتوصيل الكهرباء والوصول إلى أبوابٍ معينة؛

في الفصل 2، يمكن أيضًا استخدام هذه الأداة للتأرجح عبر الفجوات، ومن خلال الحصول على يد خضراء أثناء اللعب، يمكنك نقل الكهرباء بين عدة أماكن ومصادر.